# 外居四极虫
外居四极虫（学名：Chloromyxum exterum）为四极科四极虫属的动物。分布于美国以及广东等，营寄生生活，寄生在斑鳢的胆囊。